# Arearea
Arearea (aussi Joyeusetés) est une peinture de Paul Gauguin réalisée en 1892 et conservée au Musée d'Orsay à Paris.
Cette huile sur toile fait partie d'une série de trois peintures réalisées pendant le voyage de Gauguin à Tahiti d'avril 1891 à 1893.

## Description
D'une taille de 94 cm par 75 cm, le tableau représente deux femmes assises au premier plan, au pied d'un arbre. L'une joue du vivo qui a été adapté pour être utilisé par voie orale et non voie nasale ; l'autre femme est assise devant elle dans la position du lotus. Un chien vaque à leur côté ; il pourrait être le chien de Gauguin qu'il eut à Tahiti "Pégot". En arrière-plan, trois autres femmes semblent rendre hommage à une statue de divinité fictive. Les couleurs sont plutôt chaudes. L'œuvre appartient au primitivisme[réf. nécessaire] et à l'art moderne.

## Accueil du public
Arearea a été exposé à Paris en novembre 1893 en compagnie d'un ensemble de ses tableaux tahitiens. L'exposition ne provoque pas d'enthousiasme particulier.
Pour Gauguin, Arearea est l'une de ses meilleures toiles, qu'il rachète d'ailleurs en 1895, avant de quitter définitivement l'Europe.